# Herakhan Samaj
Herakhan Samaj – organizacja hinduistyczna mająca na celu propagowanie nauk guru Śri Śri 1008 Śri Bhagawan Herakhan Wal Baba, założona przez niego w Indiach w 1979 r.